# Ann Richards
Dorothy Ann Willis Richards (1 de Setembro de 1933 - 13 de setembro de 2006) foi a 45º governadora do estado americano de Texas, de 15 de janeiro de 1991 a 17 de janeiro de 1995 e a segunda mulher a governar o estado texano na História. Ela foi o último Democrata a governar o Texas.

## Carreira
Democrata, ela chamou a atenção nacional pela primeira vez como Tesoureira do Estado do Texas, quando fez o discurso principal na Convenção Nacional Democrata de 1988. Richards foi a segunda governadora do Texas (a primeira sendo Miriam A. Ferguson) e foi frequentemente notada na mídia por seu feminismo franco e suas provocações. 
Nascido no condado de McLennan, Texas, Richards tornou-se professor após se formar na Baylor University. Ela ganhou a eleição para o Tribunal de Comissários do Condado de Travis em 1976 e assumiu o cargo de Tesoureira do Estado do Texas em 1983. Ela fez um discurso de nomeação para Walter Mondale na Convenção Nacional Democrata de 1984 e o discurso principal na Convenção Nacional Democrata de 1988.
Richards venceu a eleição para governador do Texas em 1990, derrotando o procurador-geral do Texas Jim Mattox em um segundo turno das primárias democratas e o empresário Clayton Williams na eleição geral. Ela foi derrotada na eleição para governador do Texas em 1994 por George W. Bush. Ela permaneceu ativa na vida pública até sua morte em 2006.

Até o momento, Richards continua sendo a última democrata eleita como governador do Texas.